# Damernas 800 meter vid världsmästerskapen i friidrott 2022
Damernas 800 meter vid världsmästerskapen i friidrott 2022 avgjordes mellan den 21 och 24 juli 2022 på Hayward Field i Eugene i USA.
Amerikanska Athing Mu tog guld efter ett lopp på världsårsbästat 1 minut och 56,30 sekunder. Silvret togs av brittiska Keely Hodgkinson och bronset togs av kenyanska Mary Moraa.

## Rekord
Innan tävlingens start fanns följande rekord:
| Rekord                                         | Idrottare                   | Tid     | Plats                 | Datum            |
| ---------------------------------------------- | --------------------------- | ------- | --------------------- | ---------------- |
| Världsrekord                                   | Jarmila Kratochvílová (TCH) | 1.53,28 | München, Västtyskland | 26 juli 1983     |
| Mästerskapsrekord                              | Jarmila Kratochvílová (TCH) | 1.54,68 | Helsingfors, Finland  | 9 augusti 1983   |
| Världsårsbästa                                 | Athing Mu (USA)             | 1.57,01 | Rom, Italien          | 9 juni 2022      |
| Afrikanskt rekord                              | Pamela Jelimo (KEN)         | 1.54,01 | Zürich, Schweiz       | 29 augusti 2008  |
| Asiatiskt rekord                               | Liu Dong (CHN)              | 1.55,54 | Peking, Kina          | 9 september 1993 |
| Nord-, centralamerikanskt och karibiskt rekord | Ana Fidelia Quirot (CUB)    | 1.54,44 | Barcelona, Spanien    | 9 september 1989 |
| Sydamerikanskt rekord                          | Letitia Vriesde (SUR)       | 1.56,68 | Göteborg, Sverige     | 13 augusti 1995  |
| Europeiskt rekord                              | Jarmila Kratochvílová (TCH) | 1.53,28 | München, Västtyskland | 26 juli 1983     |
| Oceaniskt rekord                               | Catriona Bisset (AUS)       | 1.58,09 | Chorzów, Polen        | 20 juni 2021     |

## Program
Alla tider är lokal tid (UTC−7).
| Datum   | Tid   | Omgång      |
| ------- | ----- | ----------- |
| 21 juli | 17:10 | Försöksheat |
| 22 juli | 18:35 | Semifinaler |
| 24 juli | 18:35 | Final       |

## Resultat

### Försöksheat
De tre första i varje heat 0Q0 samt de sex snabbaste tiderna 0q0 kvalificerade sig för semifinalerna.
| Placering | Heat | Namn                  | Nationalitet                   | Tid     | Noteringar |
| --------- | ---- | --------------------- | ------------------------------ | ------- | ---------- |
| 1         | 1    | Diribe Welteji        | Etiopien                       | 1.58,83 | 0Q0        |
| 2         | 1    | Jemma Reekie          | Storbritannien                 | 1.59,09 | 0Q0        |
| 3         | 1    | Adelle Tracey         | Jamaica                        | 1.59,20 | 0Q0, 0PB0  |
| 4         | 6    | Natoya Goule          | Jamaica                        | 2.00,06 | 0Q0        |
| 5         | 6    | Mary Moraa            | Kenya                          | 2.00,42 | 0Q0        |
| 6         | 4    | Renelle Lamote        | Frankrike                      | 2.00,71 | 0Q0        |
| 7         | 6    | Anna Wielgosz         | Polen                          | 2.00,79 | 0Q0        |
| 8         | 1    | Lindsey Butterworth   | Kanada                         | 2.00,81 | 0q0        |
| 9         | 2    | Keely Hodgkinson      | Storbritannien                 | 2.00,88 | 0Q0        |
| 10        | 4    | Freweyni Hailu        | Etiopien                       | 2.00,93 | 0Q0        |
| 11        | 4    | Ajee Wilson           | USA                            | 2.01,02 | 0Q0        |
| 12        | 6    | Majtie Kolberg        | Tyskland                       | 2.01,21 | 0q0, 0SB0  |
| 13        | 4    | Alexandra Bell        | Storbritannien                 | 2.01,25 | 0q0        |
| 14        | 3    | Athing Mu             | USA                            | 2.01,30 | 0Q0        |
| 15        | 5    | Raevyn Rogers         | USA                            | 2.01,36 | 0Q0        |
| 16        | 5    | Habitam Alemu         | Etiopien                       | 2.01,37 | 0Q0        |
| 17        | 3    | Halimah Nakaayi       | Uganda                         | 2.01,41 | 0Q0        |
| 18        | 2    | Anita Horvat          | Slovenien                      | 2.01,48 | 0Q0        |
| 19        | 5    | Noélie Yarigo         | Benin                          | 2.01,58 | 0Q0        |
| 20        | 5    | Prudence Sekgodiso    | Sydafrika                      | 2.01,60 | 0q0        |
| 21        | 4    | Naomi Korir           | Kenya                          | 2.01,61 | 0q0        |
| 22        | 2    | Lore Hoffmann         | Schweiz                        | 2.01,63 | 0Q0        |
| 23        | 2    | Christina Hering      | Tyskland                       | 2.01,63 | 0q0        |
| 24        | 6    | Louise Shanahan       | Irland                         | 2.01,71 |            |
| 25        | 3    | Ellie Baker           | Storbritannien                 | 2.01,72 | 0Q0        |
| 26        | 5    | Chrisann Gordon       | Jamaica                        | 2.01,91 |            |
| 27        | 3    | Rose Mary Almanza     | Kuba                           | 2.01,96 |            |
| 28        | 3    | Olha Lyakhova         | Ukraina                        | 2.02,16 |            |
| 29        | 2    | Gayanthika Artigala   | Sri Lanka                      | 2.02,35 |            |
| 30        | 1    | Jarinter Mawia Mwasya | Kenya                          | 2.02,35 |            |
| 31        | 6    | Jerneja Smonkar       | Slovenien                      | 2.02,48 |            |
| 32        | 1    | Eveliina Määttänen    | Finland                        | 2.02,68 |            |
| 33        | 5    | Madeleine Kelly       | Kanada                         | 2.02,71 |            |
| 34        | 2    | Elena Bellò           | Italien                        | 2.02,87 | qR         |
| 35        | 4    | Shafiqua Maloney      | Saint Vincent och Grenadinerna | 2.03,00 |            |
| 36        | 1    | Déborah Rodríguez     | Uruguay                        | 2.03,04 |            |
| 37        | 1    | Mariela Luis Real     | Mexiko                         | 2.03,24 |            |
| 38        | 6    | Nozomi Tanaka         | Japan                          | 2.03,56 |            |
| 39        | 3    | Assia Raziki          | Marocko                        | 2.03,77 |            |
| 40        | 4    | Addy Townsend         | Kanada                         | 2.03,79 |            |
| 41        | 5    | Vanessa Scaunet       | Belgien                        | 2.04,07 |            |
| 42        | 5    | Claudia Hollingsworth | Australien                     | 2.04,11 |            |
| 43        | 3    | Tess Kirsopp-Cole     | Australien                     | 2.05,74 |            |
| 44        | 6    | Hedda Hynne           | Norge                          | 2.06,27 |            |
| 45        | 2    | Catriona Bisset       | Australien                     | 2.22,25 | qR         |

### Semifinaler
De två första i varje heat 0Q0 samt de två snabbaste tiderna 0q0 kvalificerade sig för finalen.
| Placering | Heat | Namn                | Nationalitet   | Tid     | Noteringar |
| --------- | ---- | ------------------- | -------------- | ------- | ---------- |
| 1         | 3    | Athing Mu           | USA            | 1.58,12 | 0Q0        |
| 2         | 3    | Diribe Welteji      | Etiopien       | 1.58,16 | 0Q0, 0PB0  |
| 3         | 2    | Keely Hodgkinson    | Storbritannien | 1.58,51 | 0Q0        |
| 4         | 2    | Natoya Goule        | Jamaica        | 1.58,73 | 0Q0        |
| 5         | 2    | Raevyn Rogers       | USA            | 1.58,77 | 0q0        |
| 6         | 3    | Anita Horvat        | Slovenien      | 1.59,60 | 0q0, 0PB0  |
| 7         | 1    | Mary Moraa          | Kenya          | 1.59,65 | 0Q0        |
| 8         | 3    | Lore Hoffmann       | Schweiz        | 1.59,88 | 0SB0       |
| 9         | 1    | Ajee Wilson         | USA            | 1.59,97 | 0Q0        |
| 10        | 3    | Prudence Sekgodiso  | Sydafrika      | 2.00,01 |            |
| 11        | 2    | Freweyni Hailu      | Etiopien       | 2.00,11 |            |
| 12        | 1    | Adelle Tracey       | Jamaica        | 2.00,21 |            |
| 13        | 3    | Elena Bellò         | Italien        | 2.00,34 |            |
| 14        | 1    | Habitam Alemu       | Etiopien       | 2.00,37 | 0SB0       |
| 15        | 1    | Jemma Reekie        | Storbritannien | 2.00,43 |            |
| 16        | 2    | Anna Wielgosz       | Polen          | 2.00,51 |            |
| 17        | 3    | Alexandra Bell      | Storbritannien | 2.00,82 |            |
| 18        | 1    | Renelle Lamote      | Frankrike      | 2.00,86 |            |
| 19        | 3    | Halimah Nakaayi     | Uganda         | 2.01,05 |            |
| 20        | 2    | Majtie Kolberg      | Tyskland       | 2.01,36 |            |
| 21        | 1    | Lindsey Butterworth | Kanada         | 2.01,39 |            |
| 22        | 2    | Noélie Yarigo       | Benin          | 2.01,52 |            |
| 23        | 1    | Christina Hering    | Tyskland       | 2.01,57 |            |
| 24        | 2    | Ellie Baker         | Storbritannien | 2.02,77 |            |
| 25        | 3    | Naomi Korir         | Kenya          | 2.03,08 |            |
| 26        | 2    | Catriona Bisset     | Australien     | 2.05,20 |            |

### Final
Finalen startade den 24 juli klockan 18:35.
| Placering | Namn             | Nationalitet   | Tid     | Noteringar |
| --------- | ---------------- | -------------- | ------- | ---------- |
| 1         | Athing Mu        | USA            | 1.56,30 | 0VB0       |
| 2         | Keely Hodgkinson | Storbritannien | 1.56,38 | 0SB0       |
| 3         | Mary Moraa       | Kenya          | 1.56,71 | 0PB0       |
| 4         | Diribe Welteji   | Etiopien       | 1.57,02 | 0PB0       |
| 5         | Natoya Goule     | Jamaica        | 1.57,90 | 0SB0       |
| 6         | Raevyn Rogers    | USA            | 1.58,26 |            |
| 7         | Anita Horvat     | Slovenien      | 1.59,83 |            |
| 8         | Ajee Wilson      | USA            | 2.00,19 |            |